# Поэтроника
«Поэтроника» — ежегодный фестиваль современной поэзии, саундарта и видеоарта, проходящий в Москве с 2008 года по инициативе и под руководством поэта и музыканта Павла Жагуна и его жены, видеохудожника Эльвиры Жагун. Местом проведения фестиваля был Культурный центр «Дом», затем фестиваль проводился в ГЦСИ.
В ходе фестивальных чтений поэты читают свои стихи, саундартисты продуцируют звук, а видеохудожники ведут видеопроекцию — всё это происходит одновременно и накладывается одно на другое так, чтобы «в фокусе внимания оказалось равноправие участников диалога» или, иными словами, мультимедийный гипертекст.
Среди поэтов-участников заметную долю составляют авторы младшего поколения, однако в разное время на «Поэтронике» выступали и многие признанные авторы, в том числе Аркадий Драгомощенко, Татьяна Щербина, Дмитрий Кузьмин, Станислав Львовский, Андрей Сен-Сеньков, Данила Давыдов, Александр Скидан, Елена Фанайлова, Юрий Лейдерман. Участниками фестиваля становились также поэты из Финляндии и Сербии.